# Tijara (album)
Tijara – trzeci album studyjny niemiecko-polskiego rapera i producenta muzycznego, Malika Montany. Został wydany 24 maja 2018 roku nakładem wytwórni muzycznej GM2L, za pośrednictwem Sony Music Entertainment Poland.
Album utrzymywany jest w stylu muzyki hip-hop. Składa się z wersji standardowej (1 CD).
Album zadebiutował na 84. miejscu polskiej listy sprzedaży – OLiS. Płyta uzyskała status platynowej płyty sprzedając ponad 30 000 kopii.

## Lista utworów
Opracowano na podstawie materiałów źródłowych.
Teksty do wszystkich utworów zostały napisane przez Mosa Ghwasiego.
| #  | Utwór                                | Produkcja                           | Czas  |
| -- | ------------------------------------ | ----------------------------------- | ----- |
| 1  | Tijara/Intro                         | Fast Life Sharky                    | 2:45  |
| 2  | Mieli                                | OLEK, GeezyBeatz                    | 3:01  |
| 4  | Mówili                               | Michał Graczyk, GeezyBeatz          | 3:09  |
| 3  | 1–Wszy Nos                           | Bejotka                             | 2:31  |
| 5  | Teraz I Tu (gościnnie: Sobota, Jogi) | Oster                               | 3:31  |
| 6  | Cena Sławy (gościnnie: Białas)       | OLEK, 2k                            | 3:24  |
| 7  | Lessie Wróć                          | OLEK, Friz                          | 2:07  |
| 8  | Pelikan                              | Kesz                                | 2:54  |
| 9  | Mufasa                               | Michał Graczyk, Kamil Kolenda, OLEK | 2:53  |
| 10 | 6.3 AMG                              | Worek                               | 3:27  |
| 11 | Who You Mam                          | PSR                                 | 2:26  |
| 12 | Powiedz Co?                          | Worek                               | 3:29  |
| 13 | Baby Same Przyjdą                    | OLEK                                | 2:28  |
| 14 | KE6Z                                 | OLEK                                | 2:31  |
| 15 | Entliczek Pentliczek                 | Oster                               | 2:24  |
| 16 | King (gościnnie: Lanberry)           | OLEK                                | 2:34  |
| 17 | W Imię Lepszego Jutra                | OLEK                                | 2:25  |
| 18 | Mamusiu...                           | 2k                                  | 2:23  |
| 19 | Chmury Płaczą (gościnnie: Diho)      | August                              | 2:32  |
| 20 | Idź Spać                             | OLEK                                | 2:38  |
|    |                                      |                                     | 55:43 |

### Bonus tracks[7]
Pięć dodatkowych bonus tracków dostępnych było w preorderze albumu.
| #  | Utwór                                | Produkcja            | Czas |
| -- | ------------------------------------ | -------------------- | ---- |
| 21 | Siatki z Zakupami                    | OLEK                 | 2:32 |
| 22 | 15KAO (gościnnie: Diho)              | Swizzy               |      |
| 23 | Jak Wierzyć?                         | Michał Graczyk, OLEK | 2:47 |
| 24 | Azrael                               | OLEK                 | 2:16 |
| 25 | Nullen Remix (gościnnie: Mr. Polska) | Jack $hirak          | 2:34 |

## Notowania

### Pozycje na listach tygodniowych
| Kraj   | Lista                  | Pozycja |
| ------ | ---------------------- | ------- |
| Polska | OLiS – albumy          | 84      |
| Polska | OLiS – albumy fizyczne | 2       |

## Certyfikaty i sprzedaż
| Kraj          | Certyfikat      | Sprzedaż | Data            |
| ------------- | --------------- | -------- | --------------- |
| Polska (ZPAV) | platynowa płyta | 30 000+  | 31 grudnia 2024 |
| Polska (ZPAV) | złota płyta     | 15 000+  | 20 luty 2019    |